# An Open Invitation: A Real Swingers Party in San Francisco
An Open Invitation: A Real Swingers Party in San Francisco è un film del 2010 di genere pornografico di Ilsa Strix, seguito di A Real Swingers Orgy.
Agli AVN Award del 2010 la pellicola si è aggiudicata il premio per la miglior attrice, andato a India Summer, e la nomination in nove differenti categorie, tra cui miglior sceneggiatura originale, miglior attore non protagonista, miglior attrice non protagonista e miglior orgia.

## Trama
Delle coppie di San Francisco si organizzano per un'orgia scambista simile a quella di Eyes Wide Shut, essa coinvolge 127 persone e 15 pornostar.

## Premi
Vittorie
- 2011 - AVN Award miglior attrice; India Summer

Nomination
- 2011 - AVN Award Best All-Girl Couples Sex Scene: Lorelei Lee, India Summer
- 2011 - AVN Award Best Director - Feature: Ilana Rothman
- 2011 - AVN Award Best Group Sex Scene:James Deen, India Summer, Lorelei Lee, Mickey Mod
- 2011 - AVN Award Best Group Sex Scene: For the swingers orgy.
- 2011 - AVN Award Best Feature
- 2011 - AVN Award Best Music Soundtrack
- 2011 - AVN Award Best Screenplay - Original: Ilana Rothman
- 2011 - AVN Award Best Supporting Actor: Mickey Mod
- 2011 - AVN Award Best Supporting Actress: Lorelei Lee